# Transports publics de la région Lausannoise
Transports publics de la région Lausannoise (переводится как Общественный транспорт в районе Лозанны, сокращённо TL) — швейцарская компания, осуществляющая пассажирские перевозки общественным транспортом (троллейбусами, метро и автобусами) по Лозанне и её агломерации. 
Маршрутная сеть общей длиной 224,3 км (2005 год) включает 10 линий троллейбусов, 25 линий автобусов, 2 линии метро. Годовой пассажирооборот составляет 77 млн человек. 67 % акций принадлежит муниципалитету, 26 % — банку BCV.

## История

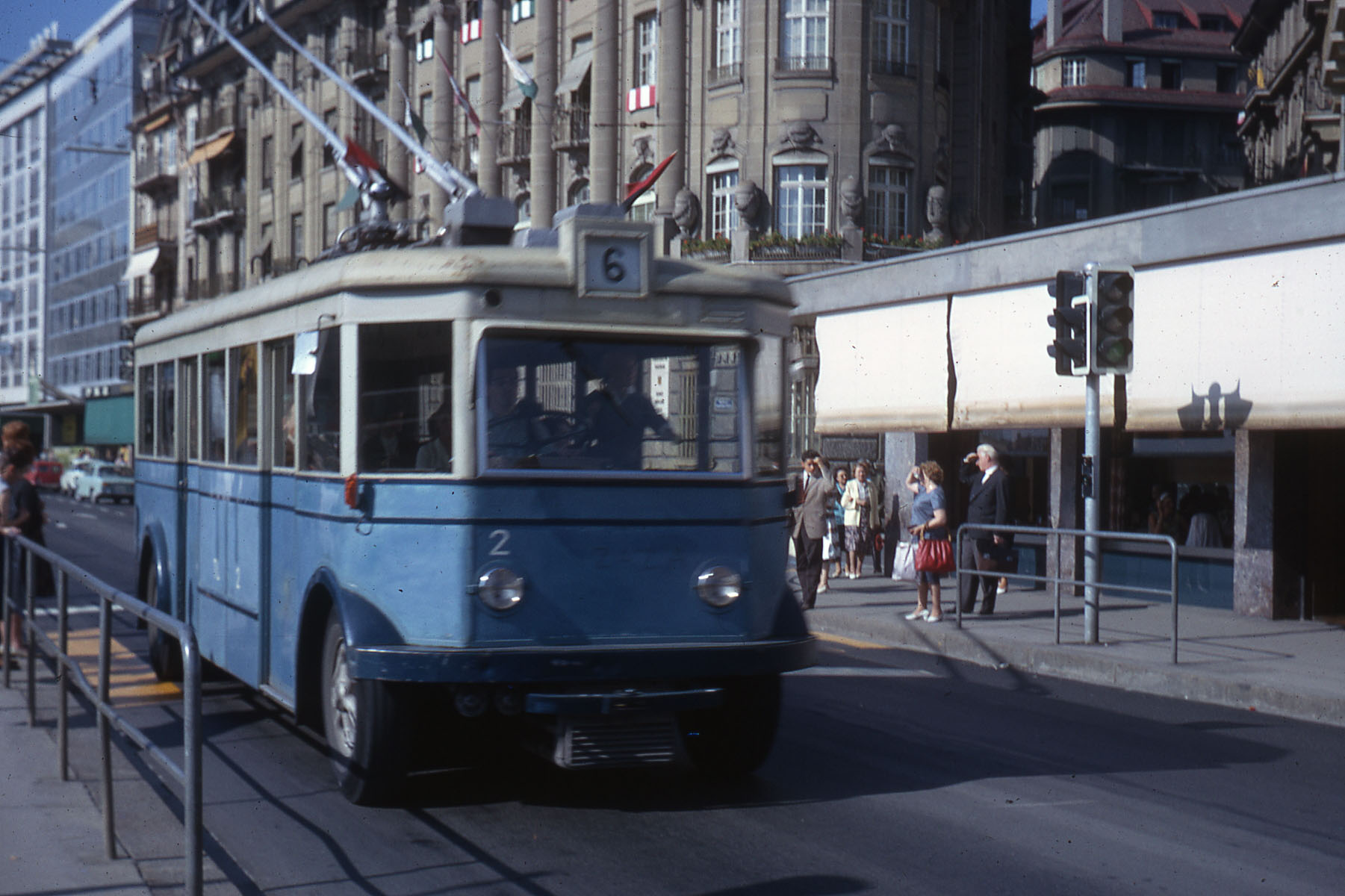
Лозаннский троллейбус, 1964 год

Начало деятельности предприятия послужило открытие лозаннского трамвая на площади Сен-Франсуа 1 сентября 1896 года. Длина сети в 1900 году составляла 14,3 км. В 1903 году трамвайные линии достигли района Уши. В 1910 году длина маршрутов составила 62 км. В 1930-е годы маршрутная сеть достигла наибольшей длины — 66 км, превзойдя сети Цюриха и Базеля. В 1938 году с вводом в эксплуатацию троллейбусов начался постепенный упадок лозаннского трамвая. Трамвайные линии на Уши были вскоре закрыты. В 1964 году троллейбус полностью вытеснил трамвай в Лозанне и её пригородах. В это время компания получила своё современное наименование.
Переезд Лозаннского университета и Федеральной политехнической школы в юго-западный пригород в 1970-е годы вызвал появление в 1991 году трамвая, курсирующего между Лозанной и Ренаном, впоследствии получившем наименование линия М1. Первые разработки по созданию легкорельсового транспорта начались в 1983 году, строительство велось с 1988 года. В 2008 году была открыта линия метро М2. В 1998 году вышли первые 15 автобусов Van Hool A330, работающие на сжиженном природном газе.

## Подвижной состав

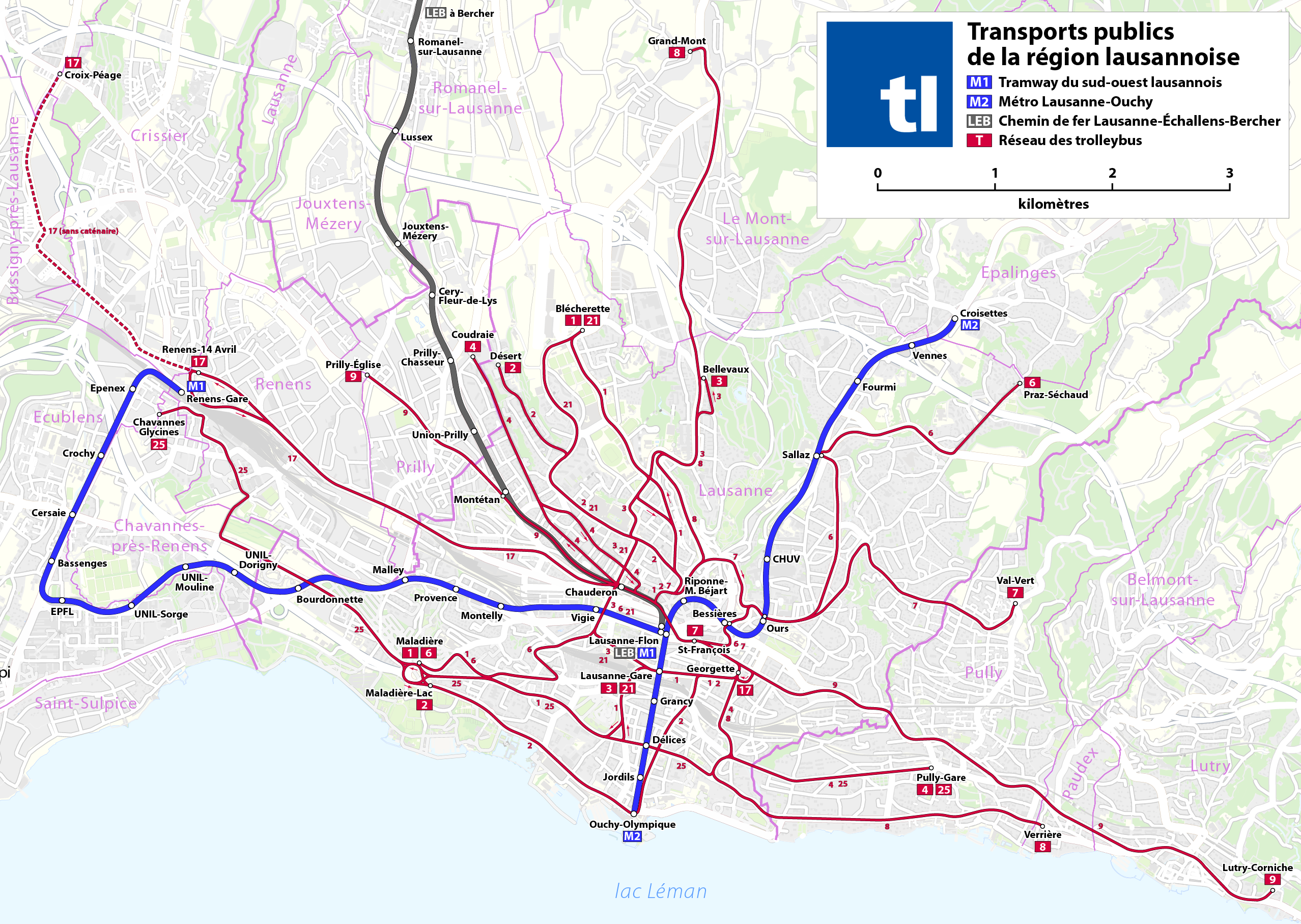
Маршрутная сеть троллейбусов и метро

Троллейбус — основной вид общественного транспорта в Лозанне. Троллейбусные линии связывают все районы города, а также пригороды — Ренан, Пюи, Прилли, Лютри и Подекс. Почти все линии проходят через площадь Святого Франциска. Парк троллейбусов состоит из машин производства заводов Carrosserie Hess, FBW, NAW и Rochat-Lauber. Имеются одиночные троллейбусы, сочленённые и с прицепами.
Автобусы курсируют в основном в направлении пригорода Лозанны. Парк автобусов состоит из машин производства заводов Solaris Bus & Coach, Neoplan, Van Hool, а также двухэтажных Man. Некоторые автобусы работают на сжиженном газе.
Метро Лозанны состоит из линий М1 и М2. Линия М1 имеет стандартную для Швейцарии ширину железнодорожной колеи. Линия длиной 7,8 км связывает станцию Лозанна-Флон с Лозаннским университетом, Федеральной политехнической школой в юго-западном пригороде и железнодорожным вокзалом города Ренаном. Три станции линии расположены под землёй. Линия М2 связывает прибрежный район Уши с центром города и северным пригородом Эпаленж. Поезда линии имеют полностью автоматизированное управление. 